# Joeri Sjljapin
Joeri Aleksandrovitsj Sjljapin (Russisch: Юрий Александрович Шляпин) (Moskou, 11 februari 1932 – 10 juli 2009) is een voormalig waterpolospeler van de Sovjet-Unie.
Joeri Sjljapin nam als waterpoloër tweemaal deel aan de Olympische Spelen in 1952 en 1956. Tijdens de finale ronde van het toernooi van 1956 nam hij deel aan de bloed-in-het-waterwedstrijd. Hij veroverde met het Sovjetteam een bronzen medaille.
Boris Gojchman · 
Anatoli Jegorov ·
Lev Kokorin · 
Aleksandr Liferenko · 
Petre Msjvenieradze · 
Vitali Oesjakov ·
Valentin Prokopov · 
Jevgeni Semjonov · 
Joeri Sjljapin · 
Joeri Teplov
Viktor Agejev · 
Pjotr Breus · 
Nodar Gvacharia · 
Boris Gojchman · 
Vjatsjeslav Koerennoj · 
Boris Markarov · 
Petre Msjvenieradze · 
Valentin Prokopov · 
Michail Ryzjak · 
Joeri Sjljapin